# Sardegna canta e prega
Sardegna canta e prega è un album del Coro Barbagia, pubblicato per la prima volta con l'etichetta Vik e ripubblicato nel 1972 dalla RCA Italiana; è una raccola di canti tradizionali sardi  in logudorese e nuorese e canti gregoriani in latino. Gli arrangiamenti sono di Banneddu Ruiu. La voce solista di "Adios, Nugoro Amada"e di " A Diosa (Non potho reposare)" è del tenore nuorese Giuseppe Tanchis.

## Tracce

### Lato A
1. No potho reposare -  6:59 Salvatore Sini, Giuseppe Rachel (Solista Giuseppe Tanchis)
2. Adios, Nugoro amada -  (nuorese) (Solista Giuseppe Tanchis)
3. No mi giamedas Maria -  (logudorese, canto religioso tradizionale sardo, gosos, solista Antonio Lai)
4. Miserere - 4:09 (salmo, latino)
5. Stabat Mater - (canto religioso)
6. No mi giamedas Maria -  (solista Matteo Scrugli)

### Lato B
1. In su monte 'e Gonare - 4:24 (logudorese, nuorese Canto tradizionale) (Solista Giuseppe Tanchis)
2. Cunservet Deus su Re - 2:00 (logudorese, Inno patriottico)
3. Bobore Ficumurisca - (nuorese, gosos)
4. Sa Cozzula - (nuorese, tradizionale)
5. Zia Tatana - (nuorese, tradizionale)
6. A S'Andira - (nuorese, canto popolare)

## Edizioni
- 1967 – LP, Vik Records RCA KSVP 205
- 1972 – LP, RCA INTI 1371